# Гібернія (символ)

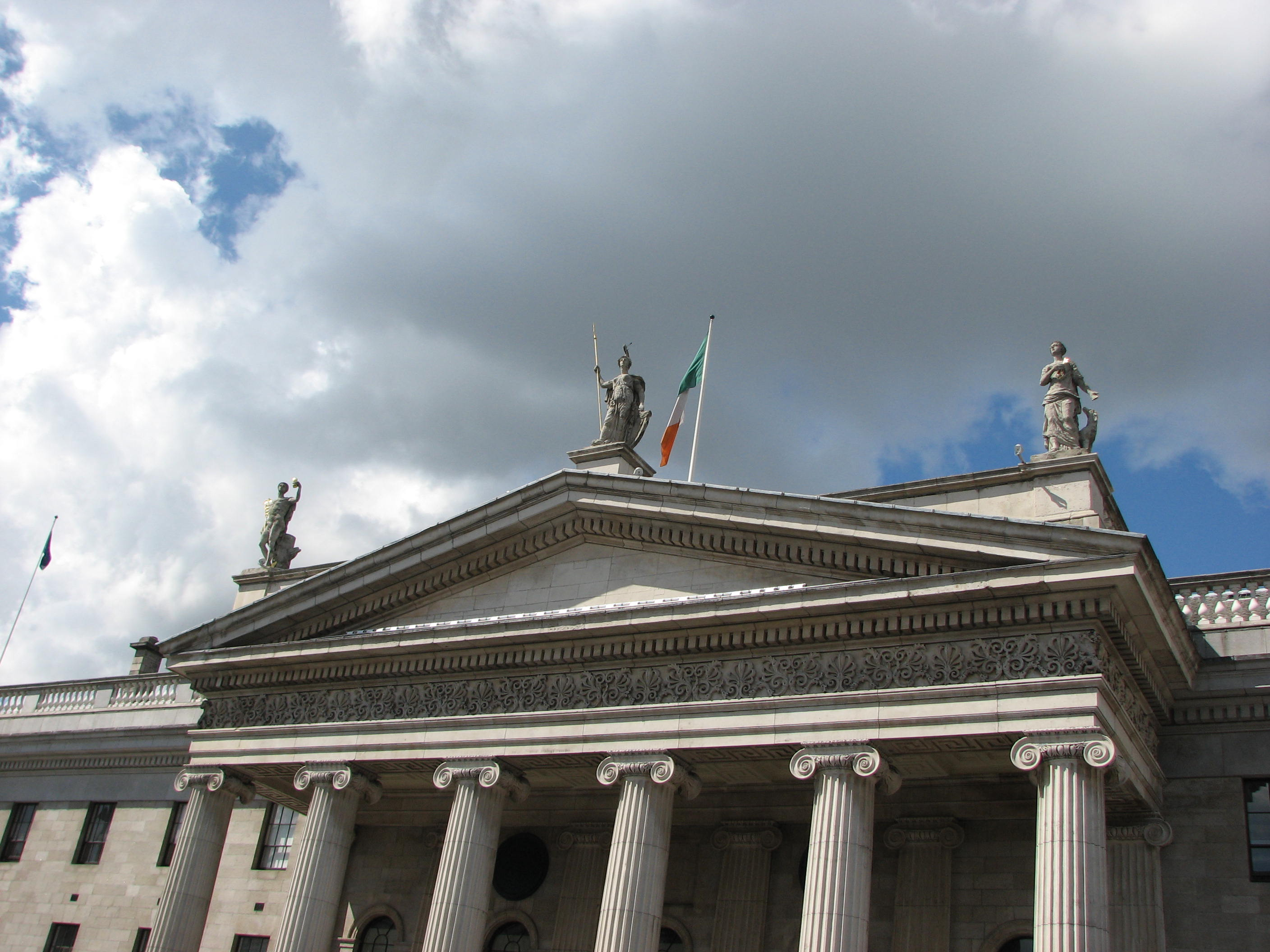
Статуя Гибернії на фронтоні Головпоштамту Дубліна (в центрі)

Гібернія (англ. Hibernia) — персоніфікований національний образ Ірландії. 

## Історія
Гібернія є одним з символів  — персоналізованих образів Ірландії, поряд з Еріу, епонімною богинею Ірландії та Кетлін  — героїнею п'єси У. Б. Йейтса «Кетлін, дочка Холіена». Цей образ почав активно використовуватися в XIX столітті, у міру зростання націоналістичних настроїв в Ірландії, розвитку гельського відродження та національно-визвольного руху. Статуя Гибернія зі списом та арфою в руках прикрашає фронтон будівлі Головпоштамту Дубліна. 
Британські видання, вороже налаштовані до проявів ірландського націоналізму, зокрема, журнал  Панч, вели «війну карикатур», зображуючи Гибернію як «молодшу сестру Британії» — тендітну, вразливу дівчину, якій загрожують ірландські революційні організації на кшталт феніанців або Ірландської національної земельної ліги, які незмінно зображалися англійцями у вигляді лютих монстрів, і беззахисна Гибернія змушена звертатися за допомогою до Великої Британії. Багато подібних малюнків створено карикатуристом Джоном Теннієлом, відомішим як ілюстратор «Аліси в країні чудес» Л. Керрола. 
Ірландські націоналістичні видання (зокрема, «Земельна ліга» та United Ireland Ч. Парнелла), у свою чергу, спочатку теж використовували образ Гибернії. Наприклад, після смерті відомого націоналіста Едмунда Грея в 1888 в United Ireland розміщений малюнок, що зображав скорботну Гибернію біля погруддя Грея як символ національної жалоби. Згодом образ Гибернії для персоніфікації ірландської нації уступив місце образам Еріу та Кетлін. Терміни «Гибернія» та «Гіберніанський» стали використовуватися для інших цілей, наприклад у назві ірландського католицького братства — Стародавнього Ордена Гіберніанців. 